# 平頭針鯒
平頭針鯒，為輻鰭魚綱鮋形目牛尾魚亞目針鯒科的其中一種，分布於印度西太平洋區，包括日本、台灣、澳洲、印尼等海域，體長可達20公分，為底棲性魚類，屬肉食性，生活習性不明。